# Salvaterra (Italië)
Salvaterra is een plaats (frazione) in de Italiaanse gemeente Casalgrande.